# Goriano Sicoli

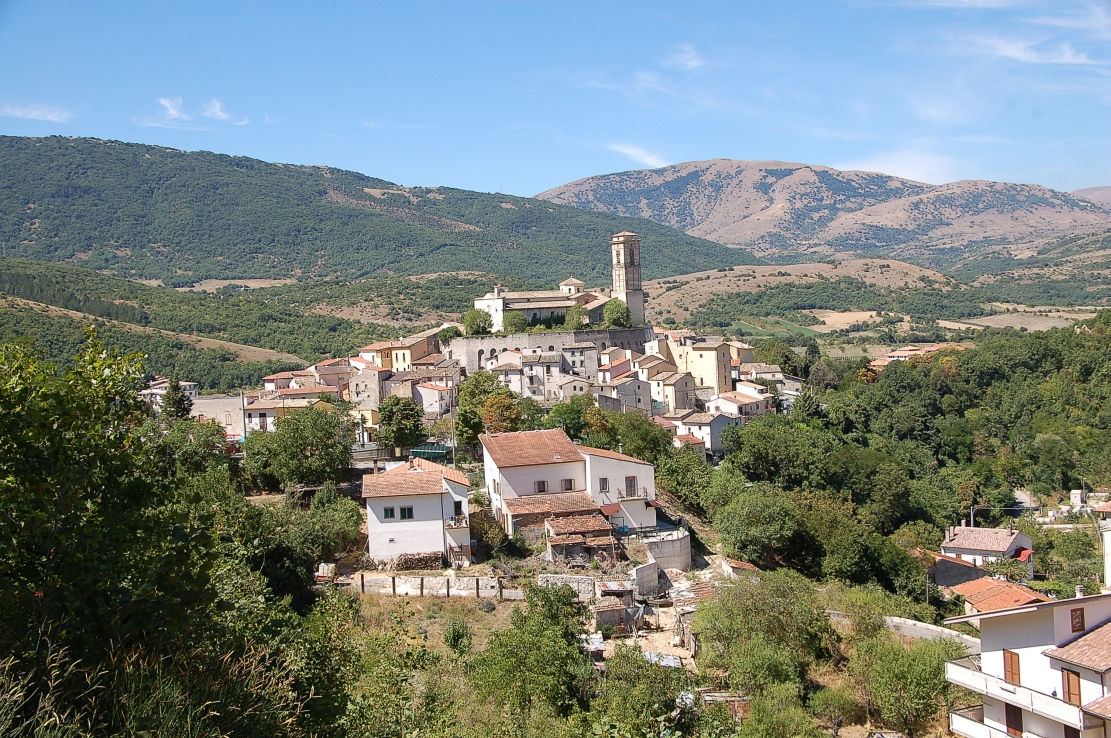
Blick auf Goriano Sicoli

Goriano Sicoli ist eine Gemeinde (comune) in der Region Abruzzen, Provinz L’Aquila, in Italien mit (Stand 31. Dezember 2023) 516 Einwohner. Die Gemeinde liegt etwa 43 Kilometer südöstlich von L’Aquila am Regionalpark Sirente-Velino im Valle Subequana und gehört zur Comunità montana Sirentina.

## Verkehr
Der Bahnhof von Goriano Sicoli liegt an der Bahnstrecke Rom-Sulmona-Pescara.